# 憨豆先生大麻煩
《憨豆先生大麻煩》（英語：The Trouble with Mr. Bean），是《憨豆先生》电视剧中的第五集，制片公司Tiger Aspect Productions、泰晤士电视（为ITV中部制作）。1992年1月1日首播于ITV，首映時約1870萬觀眾，成為本系列首映最多觀眾的集數。

## 內容

### 第一幕
憨豆原定於早上8時醒來，即使有好幾個鬧鐘叫醒，但憨豆忽略，依舊沉睡直至8時50分才醒來，他不久才發現到於9時和皮吉特牙醫有約，於是穿著睡衣帶著服裝、鞋子、牙刷和牙膏上迷你，在車上邊駕車邊更衣換褲、穿襪子、打領帶、穿鞋子，之後憨豆在車上刷牙，利用風擋液沖洗，漱口後吐到建築工人的屁股，工人誤以為是中了鳥糞，憨豆到了診所後，為了避免交通督導員（卡洛琳·昆汀飾演），將藍色三輪車里來恩特知更鳥撞出車位而免過罰單。
憨豆等候時見到一個學童（薩姆·米德飾演）看漫畫《蝙蝠俠》，但學童不給他看，憨豆於是用花瓶水弄濕學童的褲子，才得從他身上得到漫畫，憨豆被皮吉特牙醫（理查特·威爾森飾演）安排後，憨豆搞亂牙醫室，又還將唾液噴射器吸走牙醫的飲料，更无意把局部麻醉药普鲁卡因注射到牙医的大腿使牙医当场晕倒，憨豆因此自行補牙。補牙時還將圖片弄反，還補到別的牙齒。最終憨豆拔了補牙要處，正好牙醫醒來，憨豆將圍巾歸還後離開。

### 第二幕
憨豆去公園野餐，他停在兩輛車的中間，可是間隔相當狹隘，憨豆於是駕車出去再將車推進來，不料憨豆右側車輛駕出去。憨豆在公園見到一個小男孩（雨果·門德斯飾演）玩遙控模型船，他要求憨豆修理遙控器，於是憨豆帮他修理好模型船的遥控器，但隔邻老人的（麥可·戈德利飾演）电动轮椅也给遥控器干扰，並把老人摔下去，憨豆玩了不久將遙控歸還給男孩，男孩沒意識到被遙控的輪椅並被該輪椅推到水塘里。
憨豆之後到草地野餐，並準備好毯子、攜帶晶體管收音機、蛋糕架、碟子、一瓶橙汁、小椅子、一本書、和冰蛋糕配上甜櫻桃，不料有偷車賊（內森·劉易斯飾演）偷憨豆的迷你，試圖使用熱線偷車，不料方向盘早给憨豆拿走了。憨豆吃东西时，被一只黄蜂骚扰，黃蜂還在他的飲食滯留，使憨豆煩惱。憨豆用了好幾種方法，最終將黃蜂關在書內將之踩死，然而憨豆被一群黃蜂追上，憨豆於是逃離現場，在流出片尾字幕時，憨豆為了脫離黃蜂，於是將手上的蛋糕丟去有偷車賊的車，偷車賊無意纏上黃蜂，而被操控的電動輪椅也在劇終出現在車旁。

## 演員
- 羅溫·艾金森 飾演 憨豆先生
- 理查特·威爾森（英语：Richard Wilson (Scottish actor)） 飾演 皮吉特牙醫
- 卡洛琳·昆汀（英语：Caroline Quentin） 飾演 交通督導員
- 薩姆·米德 飾演 男學童
- 克里斯汀·埃勒巴克 飾演 男學童母親
- 雨果·門德斯 飾演 公園小男孩
- 麥可·戈德利 飾演 輪椅老人
- 內森·劉易斯 飾演 盜車賊
- 布里奇特·布拉莫爾 飾演 診所護士

## 註解
1. ↑  . Tiger Aspect Productions Ltd.   [8 February 2014]. （原始内容存档于19 December 2013）.
2. ↑  . BARB.   [24 February 2013]. （原始内容存档于2013-10-14）.
3. ↑  . 173-183. DVD-Laser Disc Newsletter. 1999: 42–. ... The Trouble with Mr. Bean, which includes his efforts to defeat an alarm clock, dress himself in his car and visit the dentist, and an interlude with a model boat in a park, and Mr. Bean Rides Again, a potpourri episode in which he tries to help a ...